# Dinematocricus glabatus
Dinematocricus glabatus är en mångfotingart som beskrevs av Karl Wilhelm Verhoeff 1924. Dinematocricus glabatus ingår i släktet Dinematocricus och familjen Rhinocricidae. Inga underarter finns listade i Catalogue of Life.